# Occhi lucidi (Ultimo)
Occhi lucidi è un singolo del cantante italiano Ultimo, pubblicato il 1º dicembre 2023 come primo estratto dal sesto album in studio Altrove.

## Video musicale
Il video, diretto dai YouNuts!, è stato reso disponibile in concomitanza con il lancio del singolo attraverso il canale YouTube del cantante e vede protagonisti lo stesso Ultimo con l'attrice Maria Esposito.

## Tracce
Testi e musiche di Niccolò Moriconi.
1. Occhi lucidi – 3:24

## Classifiche
| Classifica (2023) | Posizione massima |
| ----------------- | ----------------- |
| Italia            | 10                |